# Brickellia secundiflora
Brickellia secundiflora là một loài thực vật có hoa trong họ Cúc. Loài này được (Lag.) A.Gray mô tả khoa học đầu tiên năm 1852.